# Blois
Blois város Franciaország középső részén, Centre-Val de Loire régióban, Loir-et-Cher megye központja, a Loire mentén. Franciaország kulturális és történelmi városa címet viseli. Lakosainak száma 47 092 fő (2022. január 1.). Blois Fossé, Chailles, La Chaussée-Saint-Victor, Saint-Gervais-la-Forêt, Saint-Sulpice-de-Pommeray, Villebarou, Vineuil, Valencisse és Valloire-sur-Cisse községekkel határos.

## Története
Az 1959-ben kezdett városrendezési munkák során gallo-román korszakból származó épületmaradványokat tártak fel. Ebben a korban a várost a Chartres-t Bourgessel összekötő út egyik állomása volt.
Blois első ízben 410-ben bukkan fel a forrásokban, amikor a breton Iuomadus törzsfőnök kiszorította innen "Odó", feltehetően germán származású konzult és meghódította a várost. Iuomadus független államot alapított Blois központtal, amely addig állt fent, míg I. Klodvig frank király 491-ben meg nem hódította.
851-ben a várost lerohanta és feldúlta Hasting viking hadvezér. Egy másik forrás szerint a vikingek két alkalommal, először 854-ben, majd 856-857 körül dúlták a várost.
1171-ben Blois volt az egyik első város Európában, amely rituális áldozatok bemutatásával vádolta a városban élő zsidókat, egy keresztény gyermek eltűnése után. A városban élő kb. 130 zsidóból 30-35-öt égettek el elevenen 1171. május 26-án.
A középkorban Blois az azonos nevű Blois Grófság székhelye volt, bár a grófok hatalma később kiterjedt Champagne Grófságra is, illetve elfoglalták Navarra trónját is. Blois Károly egyike volt a bretagne-i hercegi címre pályázóknak, halála után boldoggá avatták.
1562. július 4-én a város, csakúgy mint a szomszédos Beaugency-t, feldúlták a Saint-André marsall parancsnoksága alatt álló katolikus csapatok.
1568. február 7-én a protestáns Boucard kapitány csapatai dúlták és égették fel a város, akik megerőszakolták és megölték a katolikus lakosokat és lerombolták a templomokat is.
1588-1589-ben a rendi gyűlés Blois-ban találkozott. A város történelmi nevezetessége, hogy itt ért véget Henri de Guise herceg élete, ami fontos állomása volt a vallásháborúk korában a „három Henrik” közötti küzdelemnek.
A Szent Bertalan éjszakáját követő hatalmi harcban III. Henrik, Medici Katalin fiának királyi hatalmát leginkább a Katolikus Liga vezetője, Henri de Guise herceg, Párizs kormányzója veszélyeztette. 1588 késő őszén Blois-ban tanácskozott az États Généraux, a rendi gyűlés, többségében Guise herceg hívei. Ő szintén részt vett az összejövetelen és benn lakott a várban. December 23-án reggel a király magához hívatta megbeszélésre. A herceget vetélytársa előszobájában azonban nyolc, a király testőrségéhez tartozó, katona várta, akik több tőrdöféssel végeztek vele. Állítólag ekkor hangzott el III. Henrik híres mondása: „Holtában még nagyobb, mint az éltében volt”. A gyilkosok másnap a herceg testvérével, I. Louis de Guise reims-i érsekkel is végeztek, de alig több mint hét hónap múlva ugyanez a sors várt magára a királyra is.
Blois-ba száműzte egy időre nagyhatalmú anyját, Medici Mária anyakirálynét, bizalmasával, Richelieu bíborossal együtt XIII. Lajos francia király, akinek elege volt a gyámkodásból.

## Demográfia
| Év   | Lakosság |
| ---- | -------- |
| 1936 | 26 025   |
| 1954 | 28 190   |
| 1962 | 33 838   |
| 1968 | 42 264   |
| 1975 | 49 778   |

| Év   | Lakosság |
| ---- | -------- |
| 1982 | 47 243   |
| 1990 | 49 318   |
| 1999 | 49 771   |
| 2006 | 48 487   |

## Látnivalók
- Le Chateau – a várat, a Loire jobb partján magasodó dombra a 10. században emeltette Thibault, a város grófja. Egy századdal később Blois-i István gróf, Hódító Vilmos unokája, akiből azután angol király lett, valódi kolosszussá alakíttatta át a kastélyt. 1391-ben az Orléans-család birtokában került, itt látta vendégül Charles d’Orléans Villont is. Itt született fia, a későbbi XII. Lajos francia király, ekkor vált Blois vára királyi rezidenciává. Ő kezdte meg a kora középkori vár átalakítását, gótikus stílusban készíttette el az épülettömb két szárnyát a 15. század végén. I. Ferenc, a reneszánsz uralkodó, akinek egy időben Blois vára volt a legkedvesebb tartózkodási helye, reneszánsz palotát emelt az udvar másik szárnyában, s ezt jóval később egy klasszicista palotával zárta le Gaston d’Orléans, XIII. Lajos öccse. A viszonylag keskeny, de gótikus faragványokkal díszített kapubejárat felett XII. Lajos lovas szobra látható. Az udvart csaknem teljesen körbefogják az épületek: a bejárattal szemben a Gaston d’Orléans-féle klasszicista tömb, jobboldalt az I. Ferenc által épített palota, baloldalt pedig a XII. Lajos által emelt szárny, végében a kápolnával.
- I. Ferenc reneszánsz palotája – egy 12. századi épületet alakítottak át. Az udvar felől szobrok, kőfaragások díszítik a homlokzatot, sok helyen látható I. Ferenc király jelvénye, a szalamandra, és felesége, Valois Klaudia hermelinje. Az épület fő ékessége a külső csigalépcső, az úgynevezett I. Ferenc-lépcső. Az épületben van Medici Katalin szobája, ahol 1589 januárjában meghalt, I. Ferenc dolgozószobája, ahol a gazdagon faragott faburkolat titkos fiókokat rejt. Ezeken kívül még itt található III. Henrik kazettás mennyezetű dolgozószobája, a tanácsterem, az előszoba, ahol Guise herceget meggyilkolták, illetve a nagyterem, ahol a rendi gyűlés ülésezett.
- Gaston d’Orléans palotája – az épület fölé kupola magasodik, jobb szárnyában a városi könyvtár kapott helyet, a bal szárnyat ünnepi fogadásokra, tanácskozásokra alakították ki.
- A XII. Lajos-szárny – első szintje dísztelen, de a magas tetőből előreugró ablakokat dúsan faragott kőcsipke veszi körül. Belül árkádos földszintjén kis archeológiai múzeum, emeletén képzőművészeti múzeum van, ahol Breughel, Rubens, Ingres alkotásai láthatóak. Az épület végében van a gótikus várkápolna.
- Église St-Nicolas – a várhegy tövében, a folyópart közelében álló templom valaha a Benedek-rendi apátságé volt, a 12-13. században épült. Mellette, az egykori kolostor két évszázaddal fiatalabb épületében egyházi műkincsek gyűjteménye és természettudományi múzeum van.
- Pavillon Anne de Bretagne – Bretagne-i Annának, XII. Lajos feleségének egykori kis háza valaha a várkert közepén állt, ma a kertből csak egy szépen gondozott tér maradt meg.
- Cathédrale St-Louis – a 16. században épült, altemploma 10., tornyának alsó része XII. századi. Mai formájában XIV. Lajos idején, Colbert segítségével épült fel, a vihar sújtotta régi helyén.
- Varázslatok háza - A mágia múzeuma (Maison de la Magie(en)), aminek néhány ablaka minden órában kinyílik és mechanikus sárkányok dugják ki rajtuk a fejüket, ide-oda forgatva, füstöt eregetve és zajongva. Öt perc után visszahúzódnak és minden elcsendesedik. 1998-ban Michell es Jean-Pierre Hartmann művészek ezzel a szerkezettel tisztelegtek a város szülötte, a híres mágus Hudin előtt. Nem Hudini, vigyázat, sőt e híresebb illuzionista is elődjétől kölcsönözte a nevét…[9]

## Képek a kastélyról
|  |  |  |  |

|  |

## Testvérvárosok
- Waldshut-Tiengen, 1963 óta
- Weimar, 1995 óta
- Lewes, 1963 óta
- Segesvár, 1995 óta
- Urbino, 2003 óta
- Huế, 2007 óta